# 宮田和弥
宮田 和弥（みやた かずや、1966年2月1日 - ）は、日本のミュージシャン、ヴォーカリスト。東京都出身。

## 人物
東京都世田谷区生まれ。自由学園高等部卒業。血液型はB型。
1988年、JUN SKY WALKER(S)のヴォーカリストとしてメジャーデビュー、23歳の時に武道館でライブを行う。1997年にJUN SKY WALKER(S)は解散。その後ソロ活動を経て、ジェット機のボーカリスト・宮田JETとして2009年7月の解散まで活動した。
2007年からは、2008年にデビュー20周年を迎えるJUN SKY WALKER(S)を復活させた。ジュンスカと並行してインディペンデントな活動のひとつとしてアコースティック1人弾き語り”SLOW CAMP”を全国各地で開催。会場は味わいある温かい音の呼吸を身近に感じられる場所を本人が自らセレクト。バンド人生だからこそ紡ぎ出されるギター1本と声だけの時間は秀逸である。音源として各会場及び自身のウェブサイトのみで入手可能なCD『CHAPTER』シリーズを自主レーベルTOYDOM Recordsより制作販売中。
2017年、1966年生まれのミュージシャンが集まった「ROOTS66 Party」に参加。
ペキニーズを飼っている愛犬家である。
女優の中澤実子は姪。

## ミュージシャンになるきっかけ
- 宮田が中学2年の時、バンド活動をしていたある1学年上の先輩に憧れて、歌を歌いたいと思ったとの事。そのあと友人だった小林雅之の紹介で、森純太と出会いオーディションを受け、森純太が非常に気に入った為、ジュンスカのメンバーとなった。
- 高校卒業後の進路に関して宮田自身は、大学生活と音楽を両立させる事を考えていた。しかし大学教授の父親からは両立ではなくどちらか1つを選択するように迫られ、大学進学をやめて、音楽の道を選んだ。

## ジュンスカ解散後
- ソロでシングル4枚、アルバム2枚をリリース後、しばらく目立った活動はしていなかった。しばらくして元ユニコーンのドラマー川西幸一と再会し、ギタリストの鈴木玲史、ベーシストの野田タロウを加え、2003年に「ジェット機」を結成し2008年まで活動。

## ディスコグラフィ

### シングル
|   | 発売日         | タイトル       | 収録曲                              | レーベル     | 規格    | 品番      |
| - | -------------- | -------------- | ----------------------------------- | ------------ | ------- | --------- |
| 1 | 1998年11月21日 | リズム         | 1. リズム 2. T-Shirt                | Epic Records | 8cm CD  | ESDB-3886 |
| 2 | 1999年4月1日   | 陽はまた昇る   | 1. 陽はまた昇る 2. 崖っぷちでハロー | Epic Records | 8cm CD  | ESDB-3905 |
| 3 | 1999年8月4日   | 赤いナイフ     | 1. 赤いナイフ 2. ひがしの空         | Epic Records | 12cm CD | ESCB-2014 |
| 4 | 2000年1月21日  | Paint It Black | 1. Paint it Black 2. Let's go       | Epic Records | 12cm CD | ESCB-2051 |

### アルバム
|   | 発売日        | タイトル                             | レーベル      | 規格         | 品番         |
| - | ------------- | ------------------------------------ | ------------- | ------------ | ------------ |
| 1 | 1998年9月19日 | smash                                | Epic Records  | 12cmCD       | ESCB-1906    |
| 2 | 2000年4月19日 | HERE                                 | Epic Records  | 12cm CD      | ESCB-2125    |
| 3 | 2010年9月1日  | 宮田和弥                             | TOY'S FACTORY | 12cm CD      | TFCC-86332   |
| 4 | 2014年7月23日 | Naughty                              | IVY Records   | 12cm CD＋DVD | QYZI-10021/2 |
| 4 | 2014年7月23日 | Naughty                              | IVY Records   | 12cm CD      | QYCI-10018   |
| 5 | 2016年        | MIYATA KAZUYA 50th BIRTHDAY LIVE！！ |               | 12cm CD      |              |

### CHAPTERシリーズ
|   | 発売日 | タイトル                                                                   | レーベル       | 規格 | 品番      |
| - | ------ | -------------------------------------------------------------------------- | -------------- | ---- | --------- |
| 1 | 2013年 | CHAPTER 1                                                                  | TOYDOM Records | CD   | TYDC-0001 |
| 2 | 2013年 | CHAPTER 2                                                                  | TOYDOM Records | CD   | TYDC-0002 |
| 3 | 2015年 | CHAPTER 3                                                                  | TOYDOM Records | CD   | TYDC-0003 |
| 4 | 2017年 | CHAPTER 4                                                                  | TOYDOM Records | CD   | TYDC-0004 |
| - | 2017年 | 宮田和弥 SLOWCAMP 2017 BAND Style 〜 CHAPTER 4 Live！！ in Tokyokinemaclub | TOYDOM Records | CD   | TYDL-0001 |

### 参加アルバム
- まんが道『ボヨヨンロック』（1989年4月19日）「ボヨヨンロック」ゲストヴォーカル参加（カズボン名義。ジュンスカからは森純太もジュンチャン名義で参加）
- ARBカバー・アルバム『ARB COVERS』（1998年3月21日）「エデンで1・2」参加
- 川村結花『Lush Life』（1999年4月1日）「夜空ノムコウ」コーラス参加
- Golden Circle of Friends『Golden Circle』（2010年10月20日）「すべての若き野郎ども」ボーカル参加
- ヒューマンロスト『book3』（2012年3月28日）「コノオモイ」コーラス参加
- セカイイチ『and10 (2003～2013)』（2013年2月6日）「ニューカマー」参加
- CREATION『Resurrection』（2014年4月30日）「LONELY HEART（ロンリー・ハート）」ゲストボーカル参加
- 世良公則デビュー40周年記念スペシャルアルバム『Howling Wolves』（2017年10月11日）DISC.3 ライブ・アルバム『世良公則 60th ANNIVERSARY LIVE「Birth」～タカガウマレタヒ～』「さらば愛しき危険たちよ」「あんたのバラード」「宿無し」「JUMPIN' JACK FLASH」「燃えろいい女」参加

### DVD
- SLOWCAMP 2012（2012年）ライヴDVD。22曲収録。

## 書籍
- 『石ころくん』 2008年3月12日、Mo-Green発行。

宮田和弥 (著), 和田みずな (イラスト)
- 『One's way of thinking for your life』 2008年9月13日、Mo-Green発行。

2009年度版ウィークリーカレンダー。
- 『生業 NARIWAI』 2012年7月1日、TOYDOM・TOY'S FACTORY発行。

一般の書店での販売は行っておらず、JUN SKY WALKER(S) Online Shopでのみ購入可能。

## 映画
- 記憶の音楽 Gb（2002年、川村ケンスケ監督、ギャガ・コミュニケーションズ） - ファイ 役

## バラエティ番組
- 笑っていいとも! テレフォンショッキング（フジテレビ）
- ぷるんぷるん（テレビ西日本）
- ぶらり途中下車の旅（2014年6月21日、日本テレビ）旅人